# César Delgado
César Fabián Delgado (Rosario, Argentina, 18 de agosto de 1981) es un exfutbolista argentino que se desempeñó como extremo, aunque también podía jugar de mediapunta y su último equipo fue el Central Córdoba de Rosario de la Primera C. Con la selección Argentina obtuvo la medalla de oro en los Juegos Olímpicos de Atenas de 2004 y los subcampeonatos de la Copa América 2004 y la Copa Confederaciones 2005.

## Carrera

### Rosario Central
Recibió el apodo Chelito a partir de la existencia previa de otro jugador del mismo apellido en el club, Marcelo Chelo Delgado. Su debut en el primer equipo de Central se dio el 8 de septiembre de 2001, cuando por la quinta jornada del Torneo Apertura Central venció en el Estadio Tomás Adolfo Ducó a Huracán 4-0, marcando Chelito el último tanto. Destacándose por su habilidad y capacidad asistidora, conformó una recordada dupla con Luciano Figueroa, convirtiendo entre ambos 38 goles en la temporada 2002-03. Sus buenas actuaciones le valieron ser transferido al exterior.

### Cruz Azul

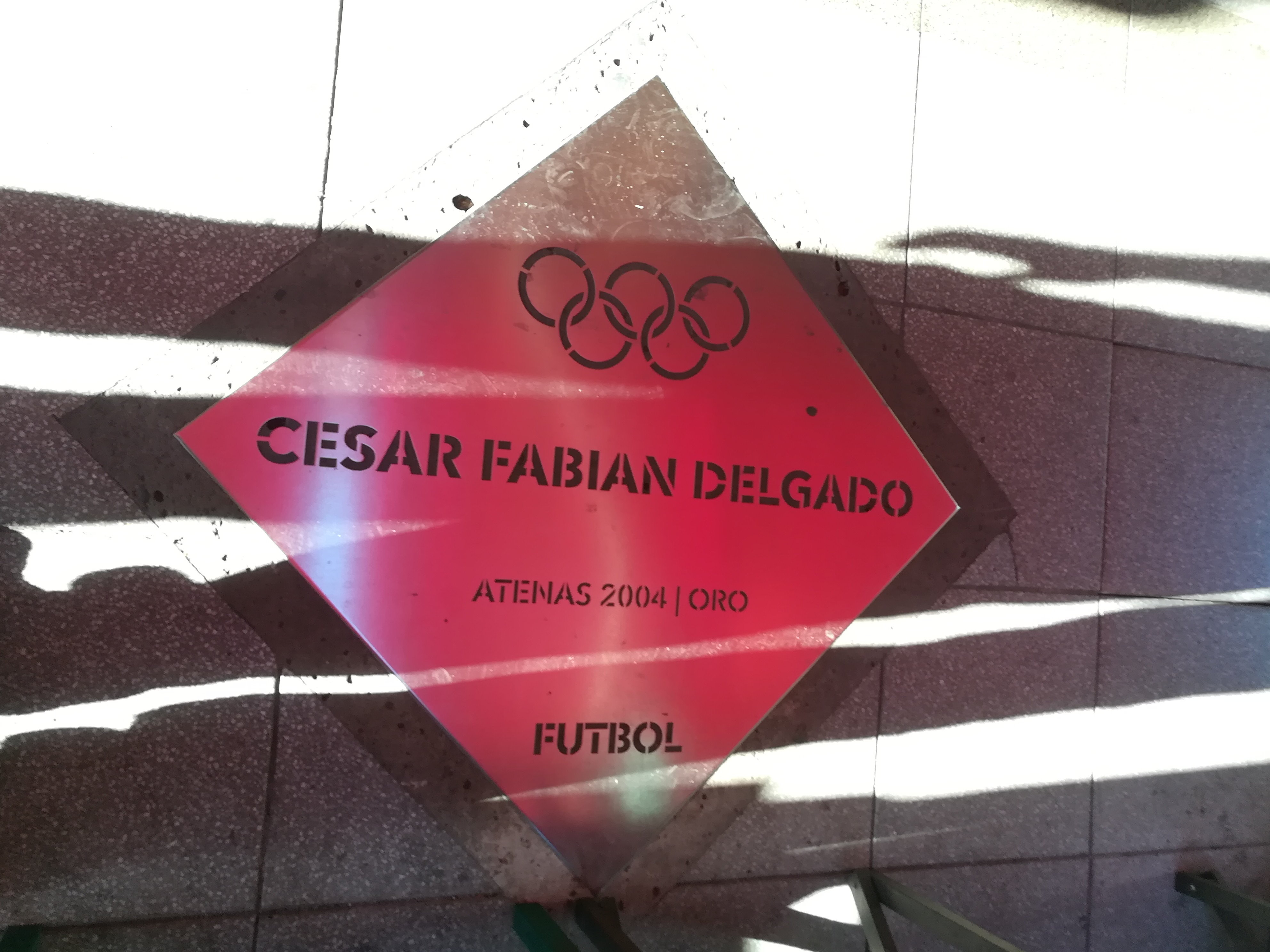
Placa homenaje a Delgado en el Paseo de los Olímpicos de Rosario.

Delgado se unió al Cruz Azul para disputar el Apertura 2003, donde finalizó con 16 partidos jugados y como ídolo de todos los hinchas de la máquina  y ocho goles. En el Clausura 2004 elevó considerablemente su nivel, que le valió ser convocado a la selección mayor de su país y también formó parte del combinado que se coronó campeón olímpico en Atenas.
Pese al gran desempeño individual durante su estancia con el equipo, no consiguió marcar diferencia en las instancias finales del campeonato, ni en partidos de gran convocatoria, como en el Clásico Joven ante el América, club al que nunca pudo vencer como jugador celeste. Disputó su último partido con el equipo el 24 de noviembre de 2007 en el juego de vuelta de los cuartos de final de la liguilla ante el Atlante, que finalizó con derrota 3-1 en el global, en medio de la polémica por apresurar su salida del equipo, salió de cambio al minuto 56 y se retiró directo a los vestuarios para su regreso a la capital del país.

### Olympique Lyon
A principios de 2008 se anuncia su incorporación al club Lyon, donde consigue el campeonato de la Ligue 1 y la Copa de Francia. En la temporada 2007-2008, su primera en el club, tuvo pocas participación. En la siguiente logró mayor actividad, tanto en la liga como en UEFA Champions League. Para la temporada 2009-10 fue uno de los jugadores con más participaciones y se ganó un puesto de titular indiscutido. En la Champions League tuvo una muy destacada participación (sobre todo ante Real Madrid en la ida y en la vuelta de los octavos de final).
En marzo de 2011 hubo contactos por parte del club español Atlético Madrid que finalmente no llegarían a ningún puerto.

### Monterrey
El 10 de junio de 2011, el CF Monterrey anunció el regreso de Delgado al fútbol mexicano. En su debut oficial contra Jaguares, demostró tener una enorme habilidad con el balón, velocidad, y drible, al provocar los primeros 2 goles rayados. El 30 de julio anotó su primer gol con el club al Xolos de Tijuana. Con el CFM ha ganado 2 Ligas de Campeones de CONCACAF en las ediciones 2012 y 2013, así como un tercer lugar en la Copa Mundial de Clubes de la FIFA 2013, torneo en cual se erigió como campeón histórico de goleo con 5 goles en sus tres participaciones, siendo superado en 2017 por Cristiano Ronaldo.

### Rosario Central
En 2015 Delgado rescinde su contrato con Monterrey ya que no se sentía cómodo jugando ya que solo en cruz azul se sintió y vivió su mejor época en el futbol mexicano y vuelve al club que lo vio nacer, Rosario Central. Se desempeñó en el canalla hasta mediados de 2017, obteniendo dos subcampeonatos de Copa Argentina, aunque en la temporada 2016-17 no sumó minutos al purgar una sanción por dopaje positivo en un partido de Copa Libertadores 2016 (uso de betametasona).

### Central Córdoba
En agosto de 2017 se suma a Central Córdoba para disputar el torneo de Primera C. Participó de una muy buena campaña en el Campeonato 2017-18, logrando el segundo lugar en la tabla general pero quedando eliminado en semifinales de la liguilla por el segundo ascenso a la Primera B. Confirma luego su participación para la temporada 2018-19. Gestiona además la conformación de un club en su humilde barrio de origen, Las Flores, en el cual fue vecino y amigo de otro exfutbolista de Rosario Central, Hernán Encina.

## Selección nacional
Debutó en la Selección de Fútbol de Argentina el 16 de julio de 2003 en un partido amistoso ante Uruguay. En enero de 2004 se consagró campeón del Preolímpico Sudamericano que le permitió la clasificación a los Juegos Olímpicos de Atenas 2004 (jugó siete partidos y marcó un gol).
En julio de 2004 disputó todos los partidos con el seleccionado que llegó a la final de la Copa América, competencia donde anotó un gol en la final ante Brasil en el minuto 87' quedando cerca de ser el héroe de la final hasta el gol del empate de Brasil en el minuto 93'. En agosto consiguió la medalla de oro en los Juegos Olímpicos. Durante ese torneo también fue titular en todos los partidos e hizo un gol ante Serbia y Montenegro.
Cuando Marcelo Bielsa renunció como entrenador del seleccionado argentino, Delgado perdió su puesto como titular indiscutido. Con José Pekerman como director técnico disputó algunos partidos de la Clasificación sudamericana para Alemania 2006. En julio de 2005 formó parte del plantel que jugó la Copa Confederaciones, aunque solo jugó dos partidos contando la final del torneo. A pesar de que en los últimos años había sido convocado de forma asidua a la selección, no estuvo en la lista de jugadores que participó del Mundial de Alemania 2006. En el año 2007 fue convocado para una fecha de eliminatorias por Alfio Basile pero no jugó ningún partido.

### Participaciones en Preolímpico Sudamericano
| Copa                             | Sede  | Resultado |
| -------------------------------- | ----- | --------- |
| Preolímpico Sudamericano de 2004 | Chile | Campeón   |

### Participaciones en Juegos Olímpicos
| Copa                            | Sede   | Resultado |
| ------------------------------- | ------ | --------- |
| Juegos Olímpicos de Atenas 2004 | Grecia | Campeón   |

### Participaciones en Copa América
| Copa              | Sede | Resultado  |
| ----------------- | ---- | ---------- |
| Copa América 2004 | Perú | Subcampeón |

### Participaciones en Copas FIFA Confederaciones
| Copa                      | Sede     | Resultado  |
| ------------------------- | -------- | ---------- |
| Copa Confederaciones 2005 | Alemania | Subcampeón |

### Participaciones en Eliminatorias Sudamericanas
| Eliminatorias             | País      | Resultado        |
| ------------------------- | --------- | ---------------- |
| Eliminatoria Mundial 2006 | Argentina | 2° Tabla general |

## Estadísticas
- Actualizado hasta 19 de agosto de 2018.[25][26][27][28][29]

| Club | Div.            | Temporada       | Liga  | Liga  | Liga   | Copas nacionales(1) | Copas nacionales(1) | Copas nacionales(1) | Torneos Internacionales(2) | Torneos Internacionales(2) | Torneos Internacionales(2) | Otras competiciones(3) | Otras competiciones(3) | Otras competiciones(3) | Total | Total | Total  | Media goleadora(4) |
| Club | Div.            | Temporada       | Part. | Goles | Asist. | Part.               | Goles               | Asist.              | Part.                      | Goles                      | Asist.                     | Part.                  | Goles                  | Asist.                 | Part. | Goles | Asist. | Media goleadora(4) |
| --- | --------------- | --------------- | ----- | ----- | ------ | ------------------- | ------------------- | ------------------- | -------------------------- | -------------------------- | -------------------------- | ---------------------- | ---------------------- | ---------------------- | ----- | ----- | ------ | ------------------ |
| Rosario Central Argentina | 1.ª             | 2001-02         | 28    | 3     | 2      | —                   | —                   | —                   | —                          | —                          | —                          | —                      | —                      | —                      | 28    | 3     | 2      | 0,11               |
| Rosario Central Argentina | 1.ª             | 2002-03         | 38    | 11    | 20     | —                   | —                   | —                   | —                          | —                          | —                          | —                      | —                      | —                      | 38    | 11    | 20     | 0,29               |
| Rosario Central Argentina | Total 1.ª etapa | Total 1.ª etapa | 66    | 14    | 22     | 0                   | 0                   | 0                   | 0                          | 0                          | 0                          | 0                      | 0                      | 0                      | 66    | 14    | 22     | 0.21               |
| Cruz Azul · México |                 |                 |       |       |        |                     |                     |                     |                            |                            |                            |                        |                        |                        |       |       |        |                    |
| 1.ª | 2003-04         | 29              | 12    | 10    | —      | —                   | —                   | —                   | —                          | —                          | 8                          | 4                      | 1                      | 37                     | 14    | 11    | 0.38   |                    |
| 1.ª | 2004-05         | 29              | 14    | 9     | —      | —                   | —                   | —                   | —                          | —                          | 4                          | 2                      | 0                      | 35                     | 16    | 9     | 0,29   |                    |
| 1.ª | 2005-06         | 32              | 18    | 14    | —      | —                   | —                   | —                   | —                          | —                          | 7                          | 1                      | 0                      | 39                     | 19    | 14    | 0.49   |                    |
| 1.ª | 2006-07         | 25              | 7     | 6     | —      | —                   | —                   | —                   | —                          | —                          | 2                          | 0                      | 1                      | 27                     | 7     | 7     | 0,29   |                    |
| 1.ª | 2007            | 14              | 3     | 6     | —      | —                   | —                   | —                   | —                          | —                          | 4                          | 1                      | 2                      | 18                     | 4     | 8     | 0.22   |                    |
| Total club | Total club      | 129             | 54    | 45    | 0      | 0                   | 0                   | 0                   | 0                          | 0                          | 25                         | 8                      | 4                      | 154                    | 62    | 49    | 0,40   |                    |
| Olympique de Lyon Francia |                 |                 |       |       |        |                     |                     |                     |                            |                            |                            |                        |                        |                        |       |       |        |                    |
| 1.ª | 2008            | 7               | 0     | 0     | 2      | 0                   | 0                   | —                   | —                          | —                          | —                          | —                      | —                      | 9                      | 0     | 0     | 0,00   |                    |
| 1.ª | 2008-09         | 19              | 2     | 4     | 4      | 1                   | 1                   | 4                   | 0                          | 2                          | —                          | —                      | —                      | 27                     | 3     | 7     | 0,11   |                    |
| 1.ª | 2009-10         | 27              | 4     | 3     | 4      | 0                   | 2                   | 12                  | 1                          | 1                          | —                          | —                      | —                      | 43                     | 5     | 6     | 0,12   |                    |
| 1.ª | 2010-11         | 21              | 1     | 2     | 1      | 0                   | 0                   | 2                   | 0                          | 0                          | —                          | —                      | —                      | 24                     | 1     | 2     | 0,04   |                    |
| Total club | Total club      | 74              | 7     | 9     | 11     | 1                   | 3                   | 18                  | 1                          | 3                          | 0                          | 0                      | 0                      | 103                    | 9     | 15    | 0,09   |                    |
| CF Monterrey · México |                 |                 |       |       |        |                     |                     |                     |                            |                            |                            |                        |                        |                        |       |       |        |                    |
| 1.ª | 2011-12         | 29              | 9     | 9     | —      | —                   | —                   | 6                   | 1                          | 5                          | 6                          | 1                      | 3                      | 41                     | 11    | 17    | 0,27   |                    |
| 1.ª | 2012-13         | 30              | 5     | 5     | —      | —                   | —                   | 8                   | 3                          | 2                          | 4                          | 0                      | 1                      | 42                     | 8     | 8     | 0,19   |                    |
| 1.ª | 2013-14         | 25              | 4     | 6     | 3      | 1                   | 0                   | 2                   | 2                          | 0                          | —                          | —                      | —                      | 30                     | 7     | 6     | 0.23   |                    |
| 1.ª | 2014-15         | 14              | 1     | 2     | 3      | 0                   | 0                   | —                   | —                          | —                          | 2                          | 0                      | 0                      | 19                     | 1     | 2     | 0,05   |                    |
| Total club | Total club      | 98              | 19    | 22    | 6      | 1                   | 0                   | 16                  | 6                          | 7                          | 12                         | 1                      | 4                      | 132                    | 27    | 33    | 0.2    |                    |
| Rosario Central Argentina | 1.ª             | 2015            | 18    | 1     | 4      | 1                   | 0                   | 0                   | —                          | —                          | —                          | —                      | —                      | —                      | 19    | 1     | 4      | 0,05               |
| Rosario Central Argentina | 1.ª             | 2016            | 6     | 1     | 0      | —                   | —                   | —                   | 3                          | 0                          | 1                          | —                      | —                      | —                      | 9     | 1     | 1      | 0,11               |
| Rosario Central Argentina | Total 2.ª etapa | Total 2.ª etapa | 24    | 2     | 4      | 1                   | 0                   | 0                   | 3                          | 0                          | 1                          | 0                      | 0                      | 0                      | 28    | 2     | 5      | 0.07               |
| Rosario Central Argentina | Total club      | Total club      | 90    | 16    | 26     | 1                   | 0                   | 0                   | 3                          | 0                          | 1                          | 0                      | 0                      | 0                      | 94    | 16    | 27     | 0,17               |
| Suspendido entre 2016 y 2017. |                 |                 |       |       |        |                     |                     |                     |                            |                            |                            |                        |                        |                        |       |       |        |                    |
| Central Córdoba Argentina |                 |                 |       |       |        |                     |                     |                     |                            |                            |                            |                        |                        |                        |       |       |        |                    |
| 4.ª | 2017-18         | 21              | 4     | ?     | —      | —                   | —                   | —                   | —                          | —                          | 3                          | 0                      | ?                      | 24                     | 4     | ?     | 0.17   |                    |
| 4.ª | 2018-19         | 10              | 0     | ?     | —      | —                   | —                   | —                   | —                          | —                          | —                          | —                      | —                      | 10                     | 0     | ?     | 0,00   |                    |
| Total club | Total club      | 31              | 4     | ?     | 0      | 0                   | 0                   | 0                   | 0                          | 0                          | 3                          | 0                      | ?                      | 34                     | 4     | ?     | 0.12   |                    |
| Total carrera | Total carrera   | Total carrera   | 422   | 100   | +102   | 18                  | 2                   | 3                   | 37                         | 7                          | 11                         | 40                     | 9                      | 8                      | 517   | 118   | +124   | 0.23               |
| (1) Incluye datos de Copa de Francia (2007-11); Supercopa de Francia (2008); Copa de la Liga de Francia (2009-10); Copa México (2013). (2) Incluye datos de UEFA Champions League (2008-11); Concacaf Liga Campeones (2011-13); Mundial de clubes (2011-13). (3) No incluye goles en partidos amistosos. |                 |                 |       |       |        |                     |                     |                     |                            |                            |                            |                        |                        |                        |       |       |        |                    |

### En selección nacional
| Selección                                           | Temporada     | Amistosos | Amistosos | Amistosos | Sudamérica | Sudamérica | Sudamérica | Mundial | Mundial | Mundial | Total | Total | Total  | Media goleadora |
| Selección                                           | Temporada     | Part.     | Goles     | Asist.    | Part.      | Goles      | Asist.     | Part.   | Goles   | Asist.  | Part. | Goles | Asist. | Media goleadora |
| --------------------------------------------------- | ------------- | --------- | --------- | --------- | ---------- | ---------- | ---------- | ------- | ------- | ------- | ----- | ----- | ------ | --------------- |
| Sub-23 y Olímpica Argentina                         | 2004          | —         | —         | —         | 7          | 1          | 2          | 6       | 2       | 0       | 13    | 3     | 2      | 0,08            |
| Absoluta Argentina                                  |               |           |           |           |            |            |            |         |         |         |       |       |        |                 |
| 2003                                                | 1             | 0         | 1         | 4         | 1          | 1          | —          | —       | —       | 5       | 1     | 2     | 0,22   |                 |
| 2004                                                | 1             | 0         | 0         | 10        | 1          | 1          | —          | —       | —       | 11      | 1     | 1     | 0,10   |                 |
| 2005                                                | —             | —         | —         | 2         | 0          | 0          | 2          | 0       | 1       | 4       | 0     | 1     | 0,00   |                 |
| Total                                               | 2             | 0         | 1         | 16        | 2          | 2          | 2          | 0       | 1       | 20      | 2     | 4     | 0,12   |                 |
| Total carrera                                       | Total carrera | 2         | 0         | 1         | 23         | 3          | 4          | 8       | 2       | 1       | 33    | 5     | 6      | 0,09            |
| (1) Incluye los partidos de la Copa América (2004). |               |           |           |           |            |            |            |         |         |         |       |       |        |                 |

### Total
| Equipo           | PJ  | Goles | Promedio |
| ---------------- | --- | ----- | -------- |
| Clubes           | 506 | 118   | 0.23     |
| Selección Sub-23 | 13  | 3     | 0.23     |
| Selección Mayor  | 20  | 2     | 0.10     |
| TOTAL            | 539 | 123   | 0.23     |

## Palmarés

### Campeonatos nacionales
| Título          | Club              | País    | Año  |
| --------------- | ----------------- | ------- | ---- |
| Ligue 1         | Olympique de Lyon | Francia | 2008 |
| Copa de Francia | Olympique de Lyon | Francia | 2008 |

### Campeonatos internacionales
| Título                           | Club             | País   | Año  |
| -------------------------------- | ---------------- | ------ | ---- |
| Preolímpico Sudamericano         | Argentina Sub-23 | Chile  | 2004 |
| Juegos Olímpicos                 | Argentina Sub-23 | Grecia | 2004 |
| Liga de Campeones de la Concacaf | Monterrey        | México | 2012 |
| Liga de Campeones de la Concacaf | Monterrey        | México | 2013 |

### Distinciones individuales
| Distinción                                                                       | Año  |
| -------------------------------------------------------------------------------- | ---- |
| Mejor delantero por derecha de la Liga Mexicana                                  | 2005 |
| Premio Televisa Deportes como mejor delantero por la derecha de la Liga Mexicana | 2006 |
| Máximo goleador de la Copa Mundial de Clubes de la FIFA                          | 2012 |
| Máximo goleador de la Copa Mundial de Clubes de la FIFA                          | 2013 |